# IWGP Women’s Championship
IWGP Women’s Championship – kobiecy tytuł mistrzowski wrestlingu promowany przez japońskie federacje New Japan Pro-Wrestling (NJPW) oraz World Wonder Ring Stardom. Inauguracyjną mistrzynią była Kairi.

## Historia
Od czasu założenia New Japan Pro-Wrestling w 1972 roku, firma nigdy nie miała mistrzostw kobiet. 29 lipca 2022 roku Takaaki Kidani, właściciel Stardom i były prezes NJPW za pośrednictwem firmy macierzystej Bushiroad, ogłosił, że skład Stardom będzie walczył o pierwsze w historii mistrzostwo kobiet NJPW podczas współpromowanej gali Historic X-Over, która odbędzie się 20 listopada. Jest zarządzany przez Komitet Wykonawczy IWGP.
23 sierpnia na konferencji prasowej Historic X-Over, ogłoszono daty i miejsca inauguracyjnego turnieju. W turnieju wzięło udział siedem wrestlerek, z czterema wrestlerkami Stardom i trzema zagranicznymi wrestlerkami biorącymi udział w turnieju, a finały odbyły się 20 listopada. 27 sierpnia czterech reprezentantów niektórych stajni Stardom zdecydowało się na rywalizację na czterech dostępnych slotach. Reprezentantami były Giulia (Donna Del Mondo), Mayu Iwatani (Stars), Starlight Kid (Oedo Tai) i Utami Hayashishita (Queen's Quest). Reprezentanci albo wybierali samą siebie, albo wyznaczyli innego członkinię stajni do dalszej rywalizacji o tytuł.

### Inauguracyjny turniej
|  | Pierwsza runda Royal Quest II (2 października) IWGP Women's Championship First Round (22 października) | Pierwsza runda Royal Quest II (2 października) IWGP Women's Championship First Round (22 października) | Pierwsza runda Royal Quest II (2 października) IWGP Women's Championship First Round (22 października) |                    |              | Półfinały Goddesses of Stardom Tag League Noc 1 (23 października) | Półfinały Goddesses of Stardom Tag League Noc 1 (23 października) | Półfinały Goddesses of Stardom Tag League Noc 1 (23 października) |  |  | Finał Historic X-Over (20 listopada) | Finał Historic X-Over (20 listopada) | Finał Historic X-Over (20 listopada) |  |
|  | | | |                    |              |                                                                   |                                                                   |                                                                   |  |  |                                      |                                      |                                      |  |
|  | Mayu Iwatani                                                                                           | Mayu Iwatani                                                                                           | Pin |                    |              |                                                                   |                                                                   |                                                                   |  |  |                                      |                                      |                                      |  |
|  | Mayu Iwatani                                                                                           | Mayu Iwatani                                                                                           | Pin |                    |              |                                                                   |                                                                   |                                                                   |  |  |                                      |                                      |                                      |  |
|  | Momo Watanabe                                                                                          | Momo Watanabe                                                                                          | 12:32                                                                                                  |                    |              |                                                                   |                                                                   |                                                                   |  |  |                                      |                                      |                                      |  |
|  | Momo Watanabe                                                                                          | Momo Watanabe                                                                                          | 12:32                                                                                                  |                    | Mayu Iwatani | Mayu Iwatani                                                      | Pin                                                               |                                                                   |  |  |                                      |                                      |                                      |  |
|  | 22 października                                                                                        | | |                    | Mayu Iwatani | Mayu Iwatani                                                      | Pin                                                               |                                                                   |  |  |                                      |                                      |                                      |  |
|  | | | Utami Hayashishita                                                                                     | Utami Hayashishita | 14:51        |                                                                   |                                                                   |                                                                   |  |  |                                      |                                      |                                      |  |
|  | Utami Hayashishita                                                                                     | Utami Hayashishita                                                                                     | Utami Hayashishita                                                                                     | Utami Hayashishita | 14:51        | Pin                                                               |                                                                   |                                                                   |  |  |                                      |                                      |                                      |  |
|  | Utami Hayashishita                                                                                     | Utami Hayashishita                                                                                     | |                    |              |                                                                   |                                                                   |                                                                   |  |  |                                      |                                      |                                      |  |
|  | Himeka                                                                                                 | Himeka                                                                                                 | 11:41                                                                                                  |                    |              |                                                                   |                                                                   |                                                                   |  |  |                                      |                                      |                                      |  |
|  | Himeka                                                                                                 | Himeka                                                                                                 | 11:41                                                                                                  |                    | Mayu Iwatani | Mayu Iwatani                                                      | 25:28                                                             |                                                                   |  |  |                                      |                                      |                                      |  |
|  | | | |                    |              |                                                                   |                                                                   |                                                                   |  |  |                                      |                                      |                                      |  |
|  | | | Kairi                                                                                                  | Kairi              | Pin          |                                                                   |                                                                   |                                                                   |  |  |                                      |                                      |                                      |  |
|  | Jazzy Gabert                                                                                           | Jazzy Gabert                                                                                           | Kairi                                                                                                  | Kairi              | Pin          | Pin                                                               |                                                                   |                                                                   |  |  |                                      |                                      |                                      |  |
|  | Jazzy Gabert                                                                                           | Jazzy Gabert                                                                                           | |                    |              |                                                                   |                                                                   |                                                                   |  |  |                                      |                                      |                                      |  |
|  | Ava White                                                                                              | Ava White                                                                                              | 10:34                                                                                                  |                    |              |                                                                   |                                                                   |                                                                   |  |  |                                      |                                      |                                      |  |
|  | Ava White                                                                                              | Ava White                                                                                              | 10:34                                                                                                  |                    | Jazzy Gabert | Jazzy Gabert                                                      | 12:24                                                             |                                                                   |  |  |                                      |                                      |                                      |  |
|  | 2 października                                                                                         | | |                    | Jazzy Gabert | Jazzy Gabert                                                      | 12:24                                                             |                                                                   |  |  |                                      |                                      |                                      |  |
|  | | | Kairi                                                                                                  | Kairi              | Pin          |                                                                   |                                                                   |                                                                   |  |  |                                      |                                      |                                      |  |
|  | Kairi                                                                                                  | Kairi                                                                                                  | Kairi                                                                                                  | Kairi              | Pin          | Bye                                                               |                                                                   |                                                                   |  |  |                                      |                                      |                                      |  |
|  | Kairi                                                                                                  | Kairi                                                                                                  | |                    |              |                                                                   |                                                                   |                                                                   |  |  |                                      |                                      |                                      |  |
|  | – | | |                    |              |                                                                   |                                                                   |                                                                   |  |  |                                      |                                      |                                      |  |

## Panowania
| Nr        | Ogólny numer panowania                                       |
| Panowanie | Liczba panowań konkretnego mistrza                           |
| Dni       | Liczba dni panowania                                         |
| Obrony    | Liczba udanych obron                                         |
| +         | Oznacza, że liczba dni w posiadaniu wzrasta z kolejnym dniem |

| Nr | Mistrzyni     | Zmiana mistrza         | Zmiana mistrza          | Zmiana mistrza    | Statystyki panowania | Statystyki panowania | Statystyki panowania | Notka                                                                                    | Odn.   |
| Nr | Mistrzyni     | Data                   | Gala                    | Miejsce           | Panowanie            | Dni                  | Obrony               | Notka                                                                                    | Odn.   |
| -- | ------------- | ---------------------- | ----------------------- | ----------------- | -------------------- | -------------------- | -------------------- | ---------------------------------------------------------------------------------------- | ------ |
| 1  | Kairi         | 20 listopada 2022(dts) | Historic X-Over         | Tokio, Japonia    | 1                    | 90                   | 1                    | Pokonała Mayu Iwatani w finale 7-osobowego turnieju stając się inauguracyjną mistrzynią. | [ 10 ] |
| 2  | Mercedes Moné | 18 lutego 2023(dts)    | Battle in the Valley    | San Jose, CA      | 1                    | 64                   | 1                    |                                                                                          | [ 11 ] |
| 3  | Mayu Iwatani  | 23 kwietnia 2023(dts)  | All Star Grand Queendom | Jokohama, Japonia | 1                    | 735                  | 9                    |                                                                                          | [ 12 ] |
| 4  | Syuri         | 27 kwietnia 2025(dts)  | All Star Grand Queendom | Jokohama, Japonia | 1                    | 55                   | 1                    |                                                                                          | [ 13 ] |
| 5  | Sareee        | 21 czerwca 2025(dts)   | The Conversion          | Tokio, Japonia    | 1                    | 0+                   | 0                    |                                                                                          | [ 14 ] |